# Cora-busz (Miskolc)
A miskolci CORA ingyenes buszjárat az Avas és a Cora áruház kapcsolatát látta el.

## Története
2001. június 1-je óta közlekedett a Cora által bérelt 683-as, majd a 691, és végül a 661-es számú Ikarus 280-assal 2008-ig. 2009-től gazdasági okok miatt már csak az 526-os Ikarus 260 közlekedett a vonalon. Ebben az évben csökkentették a megállók számát, majd újra visszaadták azt. Ünnepnapokon és amikor az áruház zárva van, nem közlekedett. 2011. január 3-tól a Cora irányába csak felszállni, a kilátó irányába pedig csak leszállni lehetett.
A járat az áruház tulajdonosváltása miatt ebben a formában megszűnt, az új járat neve: Auchan 2-es lett.
A két állomás közti távot 20 perc alatt tette meg.

## Megállóhelyei
| Cora (Avas kilátó – Cora) |                   |      |                                         |
| Perc                      | Megállóhely       | Perc | Átszállási lehetőségek                  |
| 0                         | Avas kilátó       | 21   | 29, 32, 35, 35É, Auchan, Tesco Avas     |
| 1                         | Leszih Andor utca | 20   | 29, 32, 35, 35É, Auchan, Tesco Avas     |
| 2                         | Hajós Alfréd utca | 19   | 29, 32, 35, 35É, Auchan, Tesco Avas     |
| 3                         | Mednyánszky utca  | 18   | 29, 32, 35, 35É, Auchan, Tesco Avas     |
| 4                         | Ifjúság útja      | 17   | 29, 31, 32, 35, 35É, Auchan, Tesco Avas |
| 5                         | Avas városközpont | 16   | 29, 31, 32, Tesco Avas                  |
| 7                         | Sályi István utca | 14   | 29, 31, 32, Tesco Avas                  |
| ∫                         | Csermőkei út      | 11   | 2, 22, 29, 31                           |
| 12                        | Hejő-park         | 9    | 14H                                     |
| ∫                         | Sütő János utca   | 7    | 14H                                     |
| 19                        | Cora              | 0    | 44                                      |